# Borlezza
Il Borlezza è un torrente che scorre nell'omonima valle, in provincia di Bergamo. Durante il suo corso cambia nome per ben quattro volte: dapprima viene identificato come Gera, per poi diventare Valleggia, quindi Borlezza, e infine Tinazzo.

## Percorso
Il torrente nasce a monte di Castione della Presolana a un'altezza di 1 690 m, scorre verso sud-ovest fino a San Lorenzo di Rovetta, piega verso sud-est e confluisce da sinistra nel lago d'Iseo a Castro a un'altezza di 194 m s.l.m. La larghezza del corso varia tra i 5 e i 15 metri, mentre la profondità media, escluso le buche, è di 40 cm, con uno scorrimento delle acque molto rapido. Il greto del torrente è molto instabile, tant'è che in occasioni di piene si ha un accentuato trasporto di materiale detritico verso valle.
A Castro, poco prima di sfociare nel lago d'Iseo, la gola in cui scorreva il torrente è stata interrotta e le acque sono state deviate attraverso una galleria e un canale artificiali. Nella parte ormai fossile della gola, è stato creato il Parco della Gola del Tinazzo, dove è possibile ammirare lo spettacolare risultato dell'incessante lavoro di erosione che l'acqua ha prodotto nel corso dei millenni.
Buona parte del corso del torrente viene considerato parte del reticolo idrico principale come definito dalla Regione Lombardia.

## Ittiofauna
Le specie ittiche più frequenti sono la trota fario e la trota iridea, più rari lo scazzone e la trota marmorata.

## Ambiente
Lungo il Borlezza si può notare la presenza di industrializzazione; l'agricoltura e l'allevamento, soprattutto di bovini, sono ancora presenti e resistono all'azione industriale. Il torrente è anche notevolmente sfruttato per uso idroelettrico: questo sfruttamento incide molto sulla portata del torrente soprattutto nella stagione secca estiva, tanto che, nell'ultimo tratto, è possibile rivedere scorrere l'acqua solo dopo abbondanti piogge.